# Scamandro

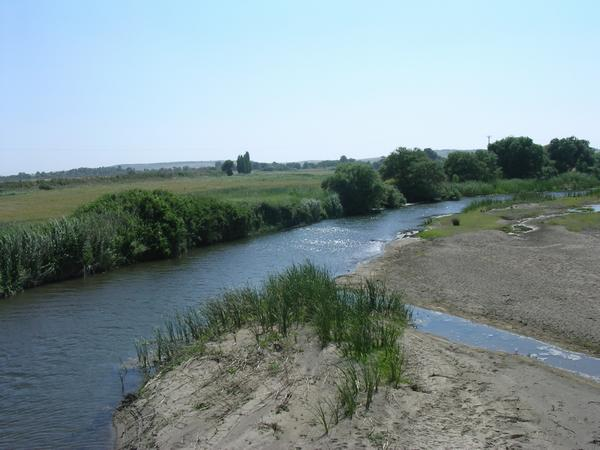
Il fiume Scamandro fotografato nella zona nord di Troia.

Lo Scamandro è un fiume situato presso la città di Troia e menzionato nei poemi omerici. Chiamato anche Xanto, il  fiume è identificato con l'attuale fiume Karamenderes, a sud della collina di Hissarlik, sebbene il suo corso odierno sia più arretrato rispetto a quello dello Scamandro omerico.
A questo fiume e al dio fluviale chiamato Potamoi della mitologia greca Scamandro è dedicato il XXI canto dell'Iliade: il fiume si scaglia contro Achille, adirato per i molti corpi di giovani peoni gettati dall'eroe acheo tra le sue acque, ma viene fermato da Efesto con una pioggia di fuoco.
Ettore volle dare al suo unico figlio il nome del fiume: il bimbo si chiamò dunque Scamandrio, ma ebbe anche un altro nome, Astianatte. Sempre nell'Iliade viene narrata la morte in battaglia di Ipsenore, guerriero troiano che era anche il giovane sacerdote preposto al culto del dio fiume: a ucciderlo fu Euripilo.